# Pandisus
Pandisus Simon, 1900 è un genere di ragni appartenente alla Famiglia Salticidae.

## Distribuzione
Delle sei specie oggi note di questo genere, ben cinque sono endemiche del Madagascar e una sola dell'India; probabilmente in origine erano un unico ceppo.

## Tassonomia
A dicembre 2010, si compone di sei specie:
- Pandisus decorus Wanless, 1980 — Madagascar
- Pandisus indicus Prószynski, 1992 — India
- Pandisus modestus (Peckham & Wheeler, 1889) — Madagascar
- Pandisus parvulus Wanless, 1980 — Madagascar
- Pandisus sarae Wanless, 1980 — Madagascar
- Pandisus scalaris Simon, 1900[2] — Madagascar